# Stylops oklahomae
Stylops oklahomae är en insektsart som beskrevs av Pierce 1909. Stylops oklahomae ingår i släktet Stylops och familjen stekelvridvingar. Inga underarter finns listade i Catalogue of Life.